# Capitole de l'État du New Jersey
Le Capitole de l'État du New Jersey, construit entre 1792 et 1911, se trouve à Trenton, capitale de l'État.
Le bâtiment abrite les deux chambres de l'Assemblée législative (le Sénat et l'Assemblée générale), ainsi que des bureaux du gouverneur, du lieutenant-gouverneur et une partie de l'exécutif de l'État. 